# ترکلی-مکتب
ترکلی-مکتب (روسی: Терекли-Мектеб) یک شهرک در داغستان در کشور روسیه است.